# Камчатка (Омская область)
Камча́тка — деревня в Крутинском районе Омской области, входит в состав Пановского сельского поселения.

## История
Основана в 1922 году. В 1928 году выселок Комчатка состоял из 24 хозяйств, основное население — русские. В административном отношении находился в составе Красноярского сельсовета Крутинского района Омского округа Сибирского края.

## Население
| 2010 |
| ---- |
| 71   |

## Улицы
В деревне имеются две улицы: Кузнечная и Центральная.